# Чиполлино (балет)
«Чиполли́но» — балет в трёх актах Карэна Хачатуряна. Либретто Геннадия Рыхлова по сказке Джанни Родари «Приключения Чиполлино».

## История
Будучи автором либретто, Геннадий Рыхлов, услышав музыку Карэна Хачатуряна к мультфильму «Чиполлино» (1961), решил написать балет для детей. Он «собирался» из разных музыкальных фрагментов, ранее сочинённых композитором. Эта музыка звучала в мультфильмах «Когда зажигаются ёлки» (1950), «Лесные путешественники» (1951), «Сладкая сказка» (1970), «Чиполлино», «Необыкновенный матч» (1955), «Старые знакомые» (1956) и др.
«… в изобретательной постановке „Чиполлино“ Карэна Хачатуряна, осуществленной Генрихом Майоровым осенью 1974 года, неожиданно раскрылись новые художественные возможности синтеза виртуозного классического танца и современной бытовой пластики, сочетания щедрой комедийности, характерности, острого гротеска и задушевного лиризма».
Первые исполнители в Киевском академическом театре оперы и балета им. Т. Г. Шевченко: Чиполлино — Евгений Косменко, Редисочка — Людмила Сморгачёва, Татьяна Таякина, Магнолия — Т. Г. Литвинова, Вишенка — С. Лукин, принц Лимон — В. В. Литвинов, синьор Помидор — В. Авраменко (Государственная премия СССР, 1976)
«За создание этого солнечного, жизнерадостного балетного спектакля Карэн Хачатурян, Генрих Майоров, К. Еременко, и Л. Сморгачева осенью 1976 года получили высокое звание лауреатов Государственной премии Союза ССР. Генрих Майоров вскоре был приглашён для постановки „Чиполлино“ в Большой театр СССР. Московский спектакль стал новым вариантом киевского с определёнными изменениями, обусловленными сценографией художника В. Левенталя и спецификой артистического состава коллектива прославленного театра».

### Постановка вБольшом театре
Премьера спектакля в Большом театре состоялась 16 апреля 1977 года. Художником-постановщиком выступил Валерий Левенталь, дирижёром-постановщиком Александр Копылов. Среди первых исполнителей главных ролей были Михаил Цивин (Чиполлино), Нина Сорокина (Редисочка), Марина Кондратьева (Магнолия), Валерий Лагунов (граф Вишенка), Сергей Радченко (принц Лимон), Василий Ворохобко (синьор Помидор). Среди других исполнителей партий Лимона и Магнолии также были Марис Лиепа и Светлана Адырхаева. Первые постановки проходили на сцене Кремлёвского дворца съездов (до 1989 года), затем ¬– на сцене Большого театра (с 1991 до 2012 года). 
О возобновлении постановки было объявлено осенью 2024 года.  Премьера состоялась 5 декабря. Балетмейстер возобновления — Анна Майорова, художник по возобновлению костюмов — Майя Майер, художник по возобновлению декораций — Ольга Медведева, художник по свету — Сергей Шевченко, дирижер возобновления — Павел Сорокин. Исполнителями главных ролей стали: Чиполлино – Ратмир Джумалиев (Акиб Анвар, Алексей Путинцев, Дмитрий Смилевски, Иван Сорокин), Редисочка – Мария Мишина (София Маймула, Кристина Петрова, Дарья Хохлова, Маргарита Шрайнер), Магнолия – Мария Виноградова (Арина Денисова, Мария Кошкарёва, Ольга Марченкова), Граф Вишенка – Клим Ефимов (Дмитрий Выскубенко, Макар Михалкин, Денис Захаров, Марк Чино), Принц Лимон – Игорь Цвирко (Игорь Горелкин, Павел Смирнов, Семён Чудин), Синьор Помидор – Александр Водопетов (Никита Капустин, Игорь Пугачёв, Антон Савичев) .

## Либретто

### Действие первое
Солнечный итальянский город. Базарная площадь. Жители волшебного городка, овощи и фрукты, радостно танцуют. Затем среди них появляется и Чиполлино. Веселье продолжается до появления Помидора, который пытается сдержать общественный порядок. Вдруг вся площадь затихает — выходит принц Лимон со своей свитой и зачитывает новый указ. Народ протестует, а Чиполлино раздумывает об этой несправедливости, но наступает принцу на ногу.
Принц Лимон громко кричит, а отец Чиполлино — Чиполлоне — признаётся, что это сделал он. Чиполлоне уводит стража, а сам принц уходит со свитой. Чиполлино в отчаянии. Настроение ему поднимает скрипач Груша. Затем появляется старик Тыква с несколькими кирпичами, и все помогают ему строить дом. Вдруг появляется Помидор с двумя стражниками, и между ним и Чиполлино происходит стычка. Чиполлино заставляет Помидора заплакать, и он удаляется со стражниками, но приходят Лимончики и разрушают дом Тыквы. Чиполлино клянётся отомстить обидчикам.

### Действие второе
Граф Вишенка танцует вместе со своими друзьями во дворце. В это время настаёт время урока танца, и входит Петрушка. Когда урок заканчивается, перед Магнолией и Вишенкой предстаёт Чиполлино и узнаёт от них, где заточен Чиполлоне. Он освобождает отца. За Чиполлино начинается погоня, но он убегает от стражи. В это время в замке графинь Вишен проходит великолепный бал, на котором присутствуют хозяйки замка и сам принц Лимон. Принцу сообщают о побеге, и бал заканчивается.

### Действие третье
За Чиполлино снова начинается погоня. Он прячет отца и подругу Редиску, а сам попадается стражникам. Чиполлино сажают в тюрьму. Узнав об этом, Вишенка и Магнолия достают ключ от подземелья у стражника и освобождают Чиполлино. В это время гвардия принца Лимона во главе с самим принцем решают расстрелять всё и всех в городе из пушки. Но принц Лимон и Помидор сами попадают в пушку. Раздаётся выстрел, но злодеев нигде не видно. Все радуются, а затем появляется опечаленный Тыква. Все соглашаются помочь ему и выстраивают для него новый дом.

## Сцены
- Общий танец (Базарная площадь)
- Выход и танец Чиполлино
- Танец Тыквы
- Танец полицейских и Помидора
- Шествие Лимона
- Указ
- Протест народа
- Угроза стражи
- Монолог Чиполлино
- Признание старого Чиполлоне
- Отчаяние Чиполлино
- Чиполлино грустит об отце
- Строительство дома Тыквы
- Выход Помидора и двух стражников
- Столкновение Помидора и Чиполлино
- Танец Чиполлино, Помидора и стражников
- Танец радости
- Появление Лимончиков
- Танец Редиски
- Чиполлино и Редиска
- Сцена и танец Вишенки
- Сцена с цветами
- Вариация Магнолии и цветов
- Урок танца
- Танец Чиполлино
- Вариация Вишенки
- Вариация Редиски
- Общий танец
- Сцена у подвала
- Погоня
- Сцена
- Танец принца Лимона
- Танец графинь Вишен
- Общий танец гостей
- Погоня и поимка Чиполлино
- Появление Магнолии и Вишенки
- Па-де-де Магнолии и Вишенки
- Вариация стражника
- Вариация Магнолии
- Освобождение Чиполлино и встреча с друзьями
- Появление принца лимона с гвардией
- Указ принца Лимона
- Общий танец
- Появление Тыквы
- Строительство дома Тыквы (финал)